# Slim
Вадим Віталійович Мотильов (рос. Вади́м Вита́льевич Мотылёв, 21 січня 1981, Москва, СРСР), більш відомий під псевдонімом Slim (нині Slimus) — російський реп-виконавець, бітмейкер і саунд-продюсер, колишній учасник груп "Димова завіса" та Centr. Співзасновник лейблу "ЦАО Records", засновник лейблу "AzimutZvuk".

## Біографія
Вадим Мотильов народився 21 січня 1981 року у Москві. З дитинства його улюбленим захопленням була музика. Навчався у 569-й (район «Зюзино») та 204-й школах міста Москва, вищу освіту здобув у Фінансовому університеті при Уряді РФ.

## Особисте життя
Одружений з Оленою Мотильовою. Влітку 2013 року народився син Леон. 
Мешкає в Маямі (США).

## Дискографія

### Студійні альбоми
1. 2009 — «Холодно»
2. 2011 — «Отличай людей»
3. 2012 — «Cen-Тропе»
4. 2014 — «Лото 33»
5. 2016 — «Ikra»
6. 2019 — «Тяжёлый люкс»
7. 2020 — «Новичок»
8. 2023 — «Спокойной ночи малыши»
9. 2024 — «Спокойной ночи, малыши, ч. 2»[5]

### У складі групи Centr
1. 2007 — «Качели»
2. 2008 — «Эфир в норме»
3. 2011 — «Легенды про…Centr» (спільно з групою «Легенди про…»)
4. 2016 — «Система»